# مأموریت (فیلم ۱۳۶۵)
مأموریت فیلمی به کارگردانی حسین زندباف، نویسندگی حسین ایری و سعید ابراهیمی‌فر و تهیه‌کنندگی امیر توسل و حسین فرح‌بخش محصول سال ۱۳۶۵ است.

## خلاصه فیلم
دختر آقای سعادت با مهندس مهران قرار ازدواج گذاشته است. آقای سعادت، که آدم بدگمانی است، آقا تقی خیالاتی و دست و پا چلفتی را مأمور می‌کند تا مهران را زیر نظر بگیرد. آقا تقی ادعا می‌کند که مهران عضو باند قاچاق هروئین است. به زودی معلوم می‌شود که قاچاقچی مورد نظر فرد دیگری است شبیه مهران که در ساختمان محل سکونت او زندگی می‌کند. به این ترتیب چابکی آقا تقی در کشف باند قاچاق اثبات می‌شود و مهران و دختر آقای سعادت به وصال هم می‌رسند.